# Juan Daniel Roa
Juan Daniel Roa Reyes (Bogotá, Colombia; 20 de agosto de 1991) es un exfutbolista colombiano. Jugaba como centrocampista y su último club fue Independiente Santa Fe.
Tiene dos hermanos que también son futbolistas, Nicolás Roa y Santiago Roa.

## Trayectoria

### Inicios
Juan Daniel Roa, nació en la ciudad de Bogotá, la capital de Colombia. Allí, empezó a jugar a fútbol participó en el Hexagonal del Olaya y en varias selecciones de Bogotá. Sin embargo, pasó un tiempo alejado del fútbol, ya que adelantó un par de semestres de administración de empresas en la Universidad Abierta y a Distancia. Por recomendación César Pastrana, presidente de Independiente Santa Fe, Juan Daniel pasó a las inferiores del equipo cardenal.

### Santa Fe
Gracias a sus buenos partidos con los equipos juveniles, Roa subió al equipo profesional de Santa Fe en el año 2010. Su debut como profesional, fue en un partido de Copa Colombia contra el Real Cartagena. En el 2011, el bogotano jugó varios partidos con la camiseta del equipo cardenal, y fue importante para que el equipo llegara hasta las semifinales del Torneo Finalización; y además hizo parte del equipo que llegó hasta octavos de final de la Copa Sudamericana.
El 2012, fue un gran año para el jugador bogotano, que se ganó un lugar dentro del once titular, y fue un jugador importante dentro de la nómina. En el mes de julio, Independiente Santa Fe ganó el séptimo título de su historia después de 36 años y medio sin ganar un título. Roa, fue uno de los jugadores más destacados dentro de la nómina del equipo cardenal junto al argentino Omar Pérez, el paraguayo Germán Centurión, el boliviano Diego Aroldo Cabrera, y los colombianos Francisco Meza, Daniel Torres, Gerardo Bedoya, Luis Carlos Arias, Camilo Vargas, Yulián Anchico, Sergio Otálvaro, Hugo Alejandro Acosta, Jonathan Copete entre otros. Así, Juan Daniel ganó su primer título como futbolista profesional, y además entró en la historia de Santa Fe y del Fútbol Profesional Colombiano. En el 2013, fue un año bueno para Juan Daniel y también para Santa Fe. Roa fue uno de los jugadores destacados del equipo albirrojo de la ciudad de Bogotá, que consiguió el título de la Superliga de Colombia, y llegó hasta semifinales de la Copa Libertadores de América. En el 2014, con la llegada al equipo bogotano del entrenador argentino Gustavo Costas, Roa retomó su nivel, y fue un jugador importante para el equipo. Al final del año, Santa Fe se coronó campeón del Fútbol Profesional Colombiano por octava vez en su historia, y Juan Daniel fue una de las figuras del equipo junto a Omar Pérez, Francisco Meza, Daniel Torres, Camilo Vargas, Luis Carlos Arias, Yulián Anchico, Sergio Otálvaro,  y Luis Manuel Seijas.
En el año 2015, fue un buen año para Juan Daniel, y para Independiente Santa Fe. En el primer semestre del año, Roa destacó en el equipo, que  ganó la Superliga de Colombia, y llegó hasta los cuartos de final de la Copa Libertadores.   En el segundo semestre, el bogotano fue una de las figuras dentro de la nómina, y fue importante para que Santa Fe ganara su primer título internacional; la Copa Sudamericana. De esta manera, el equipo cardenal se convirtió en el primer equipo de Colombia en ganar este torneo continental. Roa fue uno de los jugadores destacados junto a Luis Manuel Seijas, Francisco Meza, Omar Pérez, Yulián Anchico, Sergio Otálvaro, Róbinson Zapata, Yerry Mina, Yeison Gordillo y Leyvin Balanta.
El 2016, fue otro gran año, en el que a pesar de los malos resultados del primer semestre; en la segunda mitad del año, con la llegada del entrenador argentino Gustavo Costas, Santa Fe tuvo un buen desempeño, y ganó la Copa Suruga Bank en el mes de agosto, y se convirtió en el primer equipo colombiano en ganar un título intercontinental. Además, el equipo cardenal tuvo un buen rendimiento y a final del año, ganó el noveno título en su historia. Entre las figuras del equipo campeón, estuvo Juan Daniel, que tuvo muy buenos partidos. Roa destacó junto a sus compatriotas Leandro Castellanos, José Moya, Héctor Urrego, Yeison Gordillo, William Tesillo, Sebastián Salazar y Anderson Plata; además del argentino Jonathan Gómez.

## Selección nacional
El 29 de septiembre de 2018 recibe su primer llamado a la Selección Colombia por parte del director técnico encargado José Pékerman para los amistoso frente a Estados Unidos y Costa Rica. Debuta el 11 de octubre en la victoria 4 por 2 frente a los Estados Unidos ingresando en el minuto 88 por Wilmar Barrios.

## Clubes y estadísticas
| Santa Fe · Colombia | 1ª            | 2010          | 1   | 0 | 1  | 0 | -  | - | 2   | 0 | 0,00 |
| Santa Fe · Colombia | 1ª            | 2011          | 33  | 0 | 9  | 0 | 7  | 0 | 49  | 0 | 0,00 |
| Santa Fe · Colombia | 1ª            | 2012          | 34  | 1 | 5  | 0 | -  | - | 39  | 1 | 0,02 |
| Santa Fe · Colombia | 1ª            | 2013          | 36  | 1 | 7  | 0 | 6  | 0 | 49  | 1 | 0,02 |
| Santa Fe · Colombia | 1ª            | 2014          | 37  | 1 | 11 | 0 | 3  | 0 | 51  | 1 | 0,01 |
| Santa Fe · Colombia | 1ª            | 2015          | 26  | 1 | 10 | 1 | 21 | 2 | 57  | 4 | 0,07 |
| Santa Fe · Colombia | 1ª            | 2016          | 27  | 0 | 5  | 0 | 12 | 0 | 44  | 0 | 0,00 |
| Santa Fe · Colombia | 1ª            | 2017          | 34  | 1 | 5  | 0 | 9  | 0 | 48  | 1 | 0,02 |
| Santa Fe · Colombia | 1ª            | 2018          | 22  | 1 | 1  | 0 | 13 | 0 | 36  | 1 | 0,03 |
| Santa Fe · Colombia | 1ª            | 2019          | 27  | 0 | 3  | 0 | -  | - | 31  | 0 | 0,00 |
| Santa Fe · Colombia | 1ª            | 2023          | 11  | 0 | -  | - | 2  | 0 | 13  | 0 | 0,00 |
| Santa Fe · Colombia | Total club    | Total club    | 288 | 6 | 56 | 1 | 73 | 2 | 417 | 9 | 0,02 |
| Deportivo Cali · Colombia | 1ª            | 2020          | 14  | 0 | 1  | 0 | 2  | 0 | 17  | 0 | 0,00 |
| Deportivo Cali · Colombia | Total club    | Total club    | 14  | 0 | 1  | 0 | 2  | 0 | 17  | 0 | 0,0  |
| Alianza Petrolera · Colombia | 1ª            | 2021          | 5   | 0 | 1  | 0 | 0  | 0 | 6   | 0 | 0,00 |
| Alianza Petrolera · Colombia | Total club    | Total club    | 5   | 0 | 1  | 0 | 0  | 0 | 6   | 0 | 0,0  |
| Total carrera | Total carrera | Total carrera | 307 | 6 | 58 | 1 | 75 | 2 | 440 | 9 | 0,02 |
| (1) Incluye datos de la Copa Colombia; Superliga de Colombia.(2) Incluye datos de Copa Sudamericana / Copa Libertadores / Copa Suruga Bank. (3) No incluye goles en partidos amistosos. |               |               |     |   |    |   |    |   |     |   |      |

## Palmarés

### Campeonatos nacionales
| Título                | Equipo   | País     | Año  |
| --------------------- | -------- | -------- | ---- |
| Torneo Apertura       | Santa Fe | Colombia | 2012 |
| Superliga de Colombia | Santa Fe | Colombia | 2013 |
| Torneo Finalización   | Santa Fe | Colombia | 2014 |
| Superliga de Colombia | Santa Fe | Colombia | 2015 |
| Torneo Finalización   | Santa Fe | Colombia | 2016 |
| Superliga de Colombia | Santa Fe | Colombia | 2017 |

### Campeonatos internacionales
| Título            | Equipo   | País            | Año  |
| ----------------- | -------- | --------------- | ---- |
| Copa Sudamericana | Santa Fe | América del Sur | 2015 |
| Copa Suruga Bank  | Santa Fe | Japón           | 2016 |

### Distinciones individuales
| Distinción                                                          | Año  |
| ------------------------------------------------------------------- | ---- |
| Segundo futbolista con más partidos disputados en Santa Fe (430 PJ) | 2019 |